# Vipera seoanei
A víbora-de-seoane (Vipera seoanei) é uma espécie de serpente da família Viperidae. Espécie endémica do norte da Península Ibérica e de uma estreita faixa no extremo Sudoeste de França.
Atinge 50–60 cm. Essencialmente diurna, pode ser nocturna nos meses quentes. O seu veneno pode causar edema, eritema, taquicardia, hipotensão, vómitos e convulsões. Alimenta-se de micromamíferos, lagartos, anfíbios e aves.

## Distribuição em Portugal
Em Portugal restringe-se às regiões do Minho e Trás-os-Montes, maioritariamente à região da Peneda-Gerês. Tem uma distribuição descontínua com três populações isoladas e restritas a regiões montanhosas:
- Paredes de Coura
- Castro Laboreiro e Soajo
- Tourém, Montalegre e Larouco

## Sub-espécies
Existem duas sub-espécuies:
- Vipera seoanei cantabrica: cuja distribuição é restrita a Espanha.
- Vipera seoanei seoanei: cuja distribuição se centra no Norte de Espanha, Noroeste de Portugal e Sodoeste de França.